# Protomiltogramma plebeia
Protomiltogramma plebeia är en tvåvingeart som beskrevs av Malloch 1930. Protomiltogramma plebeia ingår i släktet Protomiltogramma och familjen köttflugor. Inga underarter finns listade i Catalogue of Life.